# Kanton Felletin
Kanton Felletin (francouzsky Canton de Felletin) je francouzský kanton v departementu Creuse v regionu Limousin. Tvoří ho devět obcí.

## Obce kantonu
- Croze
- Felletin
- Moutier-Rozeille
- Poussanges
- Sainte-Feyre-la-Montagne
- Saint-Frion
- Saint-Quentin-la-Chabanne
- Saint-Yrieix-la-Montagne
- Vallière